# 송재 송일중 묘역
송재 송일중 묘역(松齋 宋一中 墓域)은 전북특별자치도 김제시 흥사동에 있다. 2018년 3월 9일 김제시의 향토문화유산(기념물) 제3호로 지정되었다.